# Devir Iberia
Devir Iberia es una editorial española con sede en Barcelona. Se especializa en la publicación de todo tipo de material de entretenimiento: literatura fantástica, literatura histórica, cómics y juegos de toda clase: de rol, de tablero, de cartas coleccionables, de naipes, de miniaturas etc. Devir Iberia es una filial de una editorial brasileña: Devir, holding de Devir Iberia pero también de Devir Brasil y de Devir Portugal.
En septiembre de 2014 adquirió a Homoludicus, editora de Agrícola (juego de mesa) absorbiendo todo su catálogo de juegos de mesa. En enero de 2025 compró a la editorial sevillana Maldito Games, ampliando su catálogo hasta disponer de, aproximadamente, 700 referencias. 

## Algunas publicaciones de Devir Iberia

### Fantasía
- Juramento de espadas[3] (2004)

### Ciencia ficción
- MechWarrior: Dark Age 2002 - 2003

### Novela histórica
- La monja alférez[4] (2004)

### Historieta
- Dragonadas: los cuatro de Karkamahl[5] (2003)

### Juegos de tablero
- Los Colonos de Catán
- Carcassone
- World of Warcraft: El Juego de Tablero
- Dominion
- Los pilares de la Tierra
- Talismán
- Keltis
- La vuelta al mundo en 80 días
- La furia de Drácula
- La era de Conan
- La sombra de Cthulhu
- Railes
- Stone Age
- Las baldosas de Gaudí
- Twilight Struggle
- Firefly: El juego

### Juegos de rol
- Dungeons & Dragons, tercera edición[6][7] (2001)
- Juego de rol del capitán Alatriste[8] (2002)
- Star Wars[9] (2003)
- Dungeons & Dragons, tercera edición revisada[10] (2003)
- Dragonlance, escenario de campaña[11] (en sistema d20, 2003)
- HackMáster (2004, en abril[12] para el manual del jugador y en diciembre[13] para la guía del máster)
- Juego de Tronos[14] (2006)
- Dungeons & Dragons, cuarta edición (2008)
- Dungeons & Dragons Essentials, reglas básicas[15] (2010)
- El Anillo Único[16] (2011)

### Revistas de rol
- Dragon

### Juegos de cartas coleccionables
- Magic: el encuentro
- Yu-gi-oh!

### Naipes
- Sets de fichas y naipes de póquer